# Jens Müller
Jens Müller (* 6. července 1965, Torgau) je německý sáňkař, který do roku 1990 reprezentoval Německou demokratickou republiku. Na Zimních olympijských hrách 1988 v Calgary získal zlatou medaili v závodě jednotlivců. O deset let později na zimní olympiádě v Naganu získal bronz. Je též čtyřnásobným mistrem světa.